# Antonio Galli (Politiker)
Antonio Galli (* 24. April 1883 in Bioggio; † 28. Juli 1942 in Lugano) war ein Schweizer Lehrer, Lokalhistoriker, Forscher, Publizist, Politiker, Tessiner Grossrat und Staatsrat der Freisinnig-Demokratischen Partei (FDP).

## Leben
Antonio Galli war Sohn des Domenico Galli und der Luigia Lucchini. Nach Studien im Lehrerseminar von Locarno unterrichtete er in der Primarschule, am Untergymnasium und von 1914 bis 1925 an der Töchter-Berufs- und Handelsschule in Lugano. Er gehörte dem Freisinn an und kämpfte nach der Spaltung der Tessiner Freisinnig-Demokratischen Partei (FDP) 1934 im linksliberalen Partito liberale radicale democratico, dessen Präsident er ab 1941 war.
Zwischen 1912 und 1926 war er Herausgeber der Zeitungen Gazzetta Ticinese und Avanguardia (1939–1940). Er war Mitbegründer der Gesellschaft liberaler Lehrer La Scuola, Erforscher von Tessiner Themen und Verfasser lokalhistorischer Werke. Seine politische Karriere: 1913–1926 und 1935–1942 Tessiner Grossrat, 1926–1935 Staatsrat (Landwirtschafts- und Gesundheitsdepartement), Februar bis September 1926 Nationalrat.
Er vertrat einen fortschrittlichen Liberalismus und bezog klar gegen den Faschismus Stellung.

## Schriften
- (Mit Angelo Tamburini): Guida storico-descrittiva del Malcantone e della Bassa Valle del Vedeggio: con numerose vedute, carte geografiche, vignette, statistiche. Tipografia Carlo Traversa, Lugano-Mendrisio 1911.
- La Svizzera: Testo-Atlante di Geografia ad uso delle Scuole del Cantone Ticino. Tipografia Luganese Sanvito & C: Deposito generale presso la Libreria A. Arnold, Lugano 1916.
- Il Cantone Ticino, con brevi nozioni di geografia generale: Testo-Atlante ad uso delle Scuole. A. Arnold, Lugano 1921.
- (Mit Brenno Bertoni): La crisi ticinese: Studio sulle condizioni politico-economiche del Cantone Ticino. Tipografia Sanvito, Lugano 1924.
- Notizie sul Cantone Ticino. 3 Bde. Istituto Editoriale Ticinese, Lugano/Bellinzona 1937.
- Borgo e Vicinia di Lugano. Studio storico-politico. Lugano-Bellinzona 1940, XXXV–XXXIX, (Neudruck 1991).
- La rivoluzione di Lugano del 15 febbraio 1798 nella “cronaca” inedita di Giovanni Zaccaria Torricelli: con note, raffronti e aggiunte. Istituto Editoriale Ticinese, Lugano/Bellinzona 1941.